# Aardbeving Luik 1983
De aardbeving in Luik op 8 november 1983, 's nachts om 00.49:34 uur (Midden-Europese Tijd) was een relatief zware aardbeving die in de stad Luik en omgeving veel schade aanrichtte.

## Geologische achtergrond
Het provincie Luik is tectonisch gesitueerd op de zuidoostelijke hoek van het Brabantmassief en de noordoostelijke hoek van de Ardenne allochtoon, die gescheiden worden door de Midi-overschuiving, een segment van de Variscaanse vooroverschuiving. Het origine van deze breuklijn dateert uit de Variscische orogenese, een Paleozoïsch gebergtevormingsfase.

## Aardbeving
De aardbeving die op 8 november in Remicourt, Luik plaatsvond, was de grootste aardbeving in Belgisch grond sinds de aardbeving in Zulzeke in 1938. Het werd waargenomen in België, Nederland, Duitsland en Luxemburg. Het had een maximum Mercalli intensiteit van VIII (vernielend), een lichaamsgolfmagntiudeschaal van 4.8, en een diepte van 14 kilometer. Het Piekgrondversnelling bedroeg tussen 0,13 en 0,20 g. Er werden meer dan 10 naschokken geregistreerd, waarvan de grootste een Richtermagntiude van 3.4 had.

## Schade
De totale schadekosten als gevolg van de aardbeving varieerden van €42 miljoen tot €75 miljoen. Twee personen kwamen om het leven, waarvan één door een hartaanval, en er werden 30 gemelde verwondingen geregistreerd. Meer dan 16.000 gebouwen raakten beschadigd, waaronder schoorstenen, daken en muren. Meer dan 700 families moesten geëvacueerd worden.

## Reactie
Een paar weken na de aardbeving besloot de Belgische regering om de kosten deels te vergoeden, en nodigden ze de huisbezitters uit om schade in te kaarten. De grootschalige verwoesting van de aardbeving deed de autoriteiten inzien dat het belangrijk was om de seismische activiteit in België goed in de gaten te houden. Het seismisch waarnemingsnetwerk van de afdeling seismologie van de Koninklijke Sterrenwacht van België werd dan ook uitgebreid.